# 長山直之
長山 直之（ながやま なおゆき、1768年 - ?）は、江戸時代後期の日本の武士（幕臣）、旗本。通称は陽之助、弥三郎。

## 略歴
明和5年（1768年）2月14日、江戸に生まれる。父は旗本・長山直郷、母は永井筑前守直令の娘。
寛政4年（1792年）、父の隠居に伴い家督を相続し、小普請組八木十三郎支配となった。同年7月29日、戸田内蔵助支配となった。同5年（1793年）4月18日、阿部大学支配となった。同9年9月に御目見をし、同11年（1799年）5月22日、小笠原若狭守支配となった。